# Формула Бернуллі
У теорії ймовірності, формула Бернуллі дозволяє обчислити ймовірність успіхів у серії незалежних експериментів.
Якщо ймовірність {\displaystyle P} настання події {\displaystyle A} в кожному з випробувань стала, то ймовірність {\displaystyle P_{n}(k)} того, що подія {\displaystyle A} настане {\displaystyle k} разів в {\displaystyle n} незалежних випробуваннях дорівнює 
{\displaystyle P_{n}(k)=C_{n}^{k}p^{k}q^{n-k}} 
або
{\displaystyle P_{n}(k)={\tfrac {n!}{k!(n-k)!}}p^{k}q^{n-k}}

## Умови використання
Якщо відбувається декілька випробувань, причому ймовірність події А в кожному з випробувань не залежить від результатів інших випробувань, то такі випробування називають незалежними відносно події А.
В різних незалежних випробуваннях подія А може мати або різні ймовірності, або одну й ту ж саму ймовірність. Будемо розглядати тільки варіант зі сталою ймовірністю.
Нехай відбувається n незалежних випробувань, в кожному з яких подія А може з'явитися або не з'явитися. Домовимося вважати, що ймовірність події А в кожному з випробувань стала, а саме дорівнює p. Тоді, ймовірність ненастання події А в кожному з випробувань також стала і дорівнює q = 1 - p.
Поставимо собі задачу обчислити ймовірність того, що при n випробуваннях подія А відбудеться рівно k разів і, відповідно, не відбудеться n - k разів. Важливо підкреслити, що не вимагається, щоб подія А повторилась рівно k разів в певній послідовності. 
Поставлену задачу можна вирішити за допомогою формули Бернуллі.

## Виведення формули Бернуллі
Імовірність однієї складної події, яка полягає в тому, що в n випробуваннях подія А настане рівно k разів і не настане n - k разів, за теоремою множення незалежних подій дорівнює {\displaystyle p^{k}q^{n-k}}. Таких складних подій може бути стільки, скільки можливо скласти комбінацій з n елементів по k елементам, тобто {\displaystyle C_{n}^{k}}. Так як ці складні події несумісні, то за теоремою додавання ймовірностей несумісних подій шукана ймовірність дорівнює сумі ймовірностей всіх можливих складних подій. Так як імовірності всіх цих складних подій однакові, то шукана ймовірність (поява k разів події А в n випробуваннях) дорівнює ймовірності однієї складної події, помноженої на їх кількість:
{\displaystyle P_{n}(k)=C_{n}^{k}p^{k}q^{n-k}}

## Приклад задач

### Задача 1
Прилад складається з 10 компонент. Надійність (імовірність безвідмовної роботи протягом часу t) для кожної з компонент дорівнює p. Компоненти виходять з ладу незалежно одна від одної. Знайти ймовірність того, що за час t:
- а) відмовить рівно одна компонента
- б) відмовлять рівно дві компоненти

Відповіді:
- а) {\displaystyle P_{10}(1)=C_{10}^{1}pq^{9}=10pq^{9}}
- б) {\displaystyle P_{10}(2)=C_{10}^{2}p^{2}q^{8}=45p^{2}q^{8}}